# I'm So Young
«I'm So Young» es una canción escrita por William "Prez" Tyus Jr., de Cincinnati, Ohio. Mientras aún estaba en el instituto, Tyus escribió las canciones "I'm So Young" y "Every Day of the Week" y se las dio para cantar a un grupo afroamericano D'Italians. Una vez que se firmó un contrato de grabación con Chess Records, el grupo cambió su nombre a The Students, y era bajo este nombre que las dos canciones clásicas doo-wop de Tyus fueron grabadas.
"I'm So Young" ha sido grabada por varios artistas entre ellos están Rosie and the Originals, The Del-Vikings, The Beach Boys y The Ronettes (como "So Young").

## La letra
La letra de esta canción habla de un tema muy común, en personas que quieren casarse muy jóvenes: en esta canción dice que él no se puede casar con ella, porque es muy joven, y no los dejan, ya que dicen que su amor es un capricho de adolescentes. Después dice que él se irá al mar, que no volverá a ver a la madre del niño, dando a entender que tuvo un hijo.

## Versión The Beach Boys
El grupo estadounidense The Beach Boys grabó una versión de "I'm So Young". Esta versión nunca fue editada en sencillo, pero fue publicada como la octava canción del álbum Today! de 1965.

### Publicaciones
Esta canción apareció en el álbum Today! de 1965, fue compilada en el box U.S. Singles Collection: The Capitol Years, 1962-1965 de 2008 y volvió a aparecer en la compilación Summer Love Songs de 2009.